# Villa Zeno

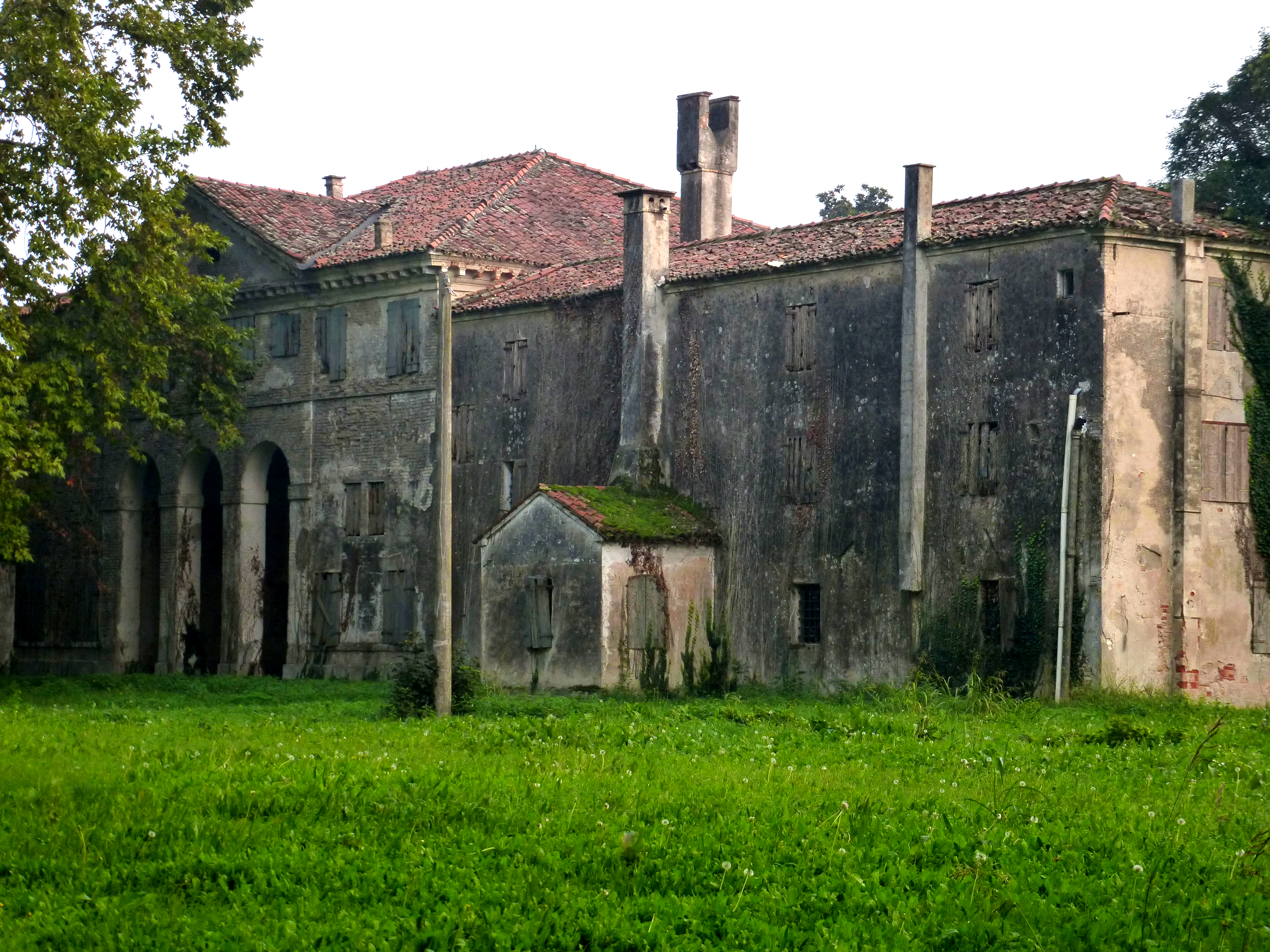
Villa Zeno

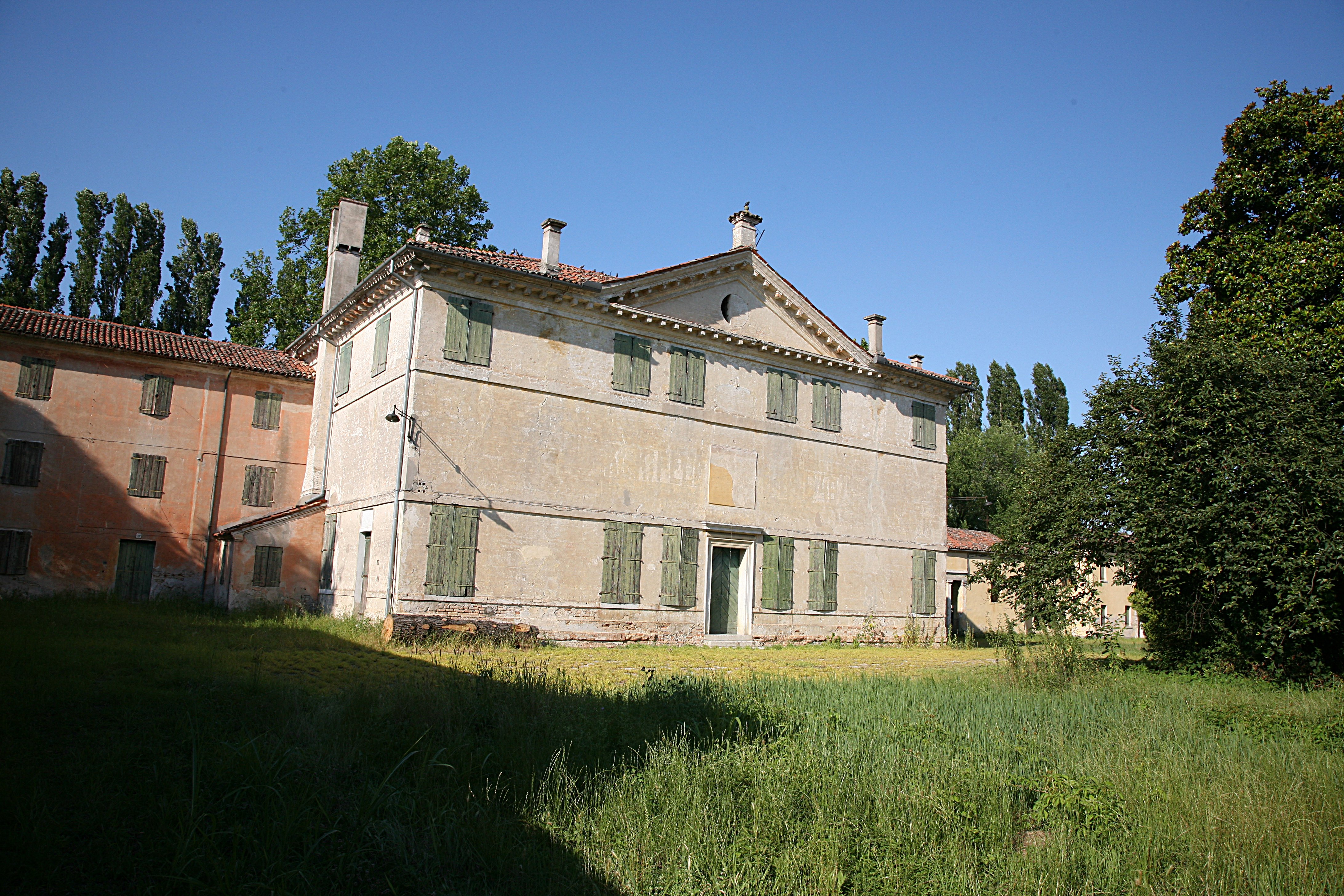
Villa Zeno, Rückseite

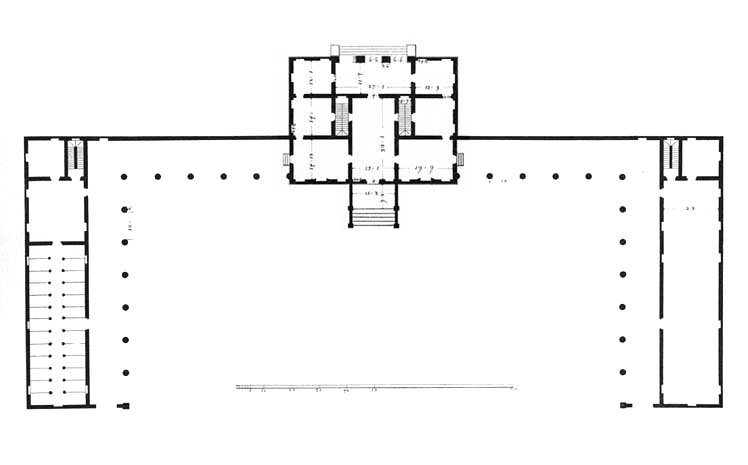
Grundriss der Villa Zeno von Ottavio Bertotti Scamozzi, Elementi di architettura..., 1781

Die Villa Zeno in Donegal di Cessalto in der Provinz Treviso, Venetien wurde von Andrea Palladio für Marco Zeno entworfen. Das genaue Datum ist nicht dokumentiert. Trevisan hält ca. 1554 für wahrscheinlich. Bei Bellieni/Cappellaro ist ein späterer Zeitpunkt (ca. 1565) genannt. Im 17. und 18. Jahrhundert erfolgten Umbauten. Dabei wurde der ursprüngliche Entwurf gründlich abgeändert. Vor allem das ursprüngliche Thermenfenster ist verschwunden.
Das Gebäude wurde 1996 von der UNESCO mit anderen Villen von Palladio zum Weltkulturerbe erklärt. Heute ist es in stark renovierungsbedürftigem Zustand.